# Cyprus op het Eurovisiesongfestival 2000
Cyprus nam deel aan het Eurovisiesongfestival 2000 in Stockholm, Zweden. Het was de 19de deelname van het land op het Eurovisiesongfestival. De CyBC was verantwoordelijk voor de Cypriotische bijdrage voor de editie van 2000.

## Selectieprocedure
Net zoals het voorbije jaar koos men ervoor om via een nationale finale de kandidaat en het lied aan te duiden voor het festival. Het festival vond plaats in de Nea Leoforos Nightclub in Limasol en werd gepresenteerd door Loukas Hamatsos. In totaal deden elf liedjes mee aan de nationale finale. De winnaar werd gekozen door een jury.
| №  | Artiest                                    | Lied               | Punten | Plaats |
| -- | ------------------------------------------ | ------------------ | ------ | ------ |
| 1  | Marina Solonos                             | "Eimai Akoma Edo"  | 148    | 3      |
| 2  | Annie                                      | "Na M'Agapas"      | 131    | 5      |
| 3  | Maria Amman                                | "Fones"            | 87     | 10     |
| 4  | Marilia Perikleous & Demetris Mouhtaroudis | "Trikymia"         | 93     | 9      |
| 5  | Chrysanthos Chrysanthou                    | "An"               | 125    | 78     |
| 6  | Alexandros Panayi & Christina Argyri       | "Nomiza"           | 225    | 1      |
| 7  | Lefki Stylianou                            | "Antio Loipon"     | 94     | 8      |
| 8  | Antonia Orthanou                           | "Sti Gi Irini"     | 100    | 7      |
| 9  | Marian Georgiou                            | "Paradeisos"       | 145    | 4      |
| 10 | Giorgos Gavriel                            | "Volt"             | 122    | 6      |
| 11 | Haroula Pirta                              | "Ki'Akoma S'Agapo" | 184    | 2      |

## In Stockholm
In Zweden trad Cyprus als elfde van 24 landen aan, na België en voor IJsland. Het land behaalde een eenentwintigste plaats met 8 punten.
België en Nederland hadden geen punten over voor deze inzending.

### Gekregen punten

#### Finale
| 12 punten | 10 punten         | 8 punten  | 7 punten | 6 punten |
| --------- | ----------------- | --------- | -------- | -------- |
|           |                   |           |          |          |
| 5 punten  | 4 punten          | 3 punten  | 2 punten | 1 punt   |
|           | - Noord-Macedonië | - Kroatië |          | - Malta  |

### Punten gegeven door Cyprus

#### Finale
Punten gegeven in de finale:
| 12 punten | Rusland             |
| 10 punten | Spanje              |
| 8 punten  | Malta               |
| 7 punten  | Ierland             |
| 6 punten  | Estland             |
| 5 punten  | Nederland           |
| 4 punten  | Denemarken          |
| 3 punten  | Verenigd Koninkrijk |
| 2 punten  | Noord-Macedonië     |
| 1 punt    | Letland             |

1981 · 1982 · 1983 · 1984 · 1985 · 1986 · 1987 · 1988 · 1989 · 1990 · 1991 · 1992 · 1993 · 1994 · 1995 · 1996 · 1997 · 1998 · 1999 · 2000 · 2001 · 2002 · 2003 · 2004 · 2005 · 2006 · 2007 · 2008 · 2009 · 2010 · 2011 · 2012 · 2013 · 2014 · 2015 · 2016 · 2017 · 2018 · 2019 · 2020 · 2021 · 2022 · 2023 · 2024 · 2025